# Atrofia testicolare
L'atrofia testicolare è una condizione medica in cui gli organi riproduttivi maschili (in particolare i testicoli, che negli esseri umani si trovano nello scroto) diminuiscono di dimensioni e volume, in cui possono essere accompagnati dalla perdita di funzionalità, quale l'assenza di produzione di sperma e ormoni maschili.
Le cause possono includere: infiammazione dei testicoli, traumi, torsione testicolare, disturbi circolatori, l'abuso di steroidi anabolizzanti, distrofia miotonica di tipo 2, assunzione di preparati a base di estrogeni e anti-androgeni per il transessualismo. Inoltre, un'atrofia testicolare può anche essere dovuta a malattie epatiche come la cirrosi del fegato. Ma vi sono anche cause genetiche, come ad esempio nel caso della sindrome di Klinefelter.